# 美奈坊
美奈坊（越南语：／），是越南南部平顺省潘切市近郊以及临南中国海的一個坊。

## 名称
该地名的越南语名称为，用越南语汉喃文表记为。在越南語中是“海角、觜”的意思，“Né”有“闪避”之意，因此“Mũi Né”意为“避风港”。由于该地名为一个纯越词（越南语固有词，在越南语汉喃文中皆采用喃字表记。「美奈」为现代汉语对的音译。

## 歷史
美奈在阮朝時漢名為“渭泥”，俗名為“泥”。西山起義時，阮主阮福淳之弟阮福春南逃時，曾在渭泥停留，然後前往嘉定投靠兄長。

## 地理
美奈坊位于胡志明市和芽庄之间，有风景秀丽的海滩和沙丘，在1995年前後被开发为旅游度假区。其年平均气温约为摄氏27℃，冬季亦较为温暖，12月至5月为其主要观光时段。
1995年以前的美奈为一个渔村，其主要经济来源为生产鱼露。

## 景点

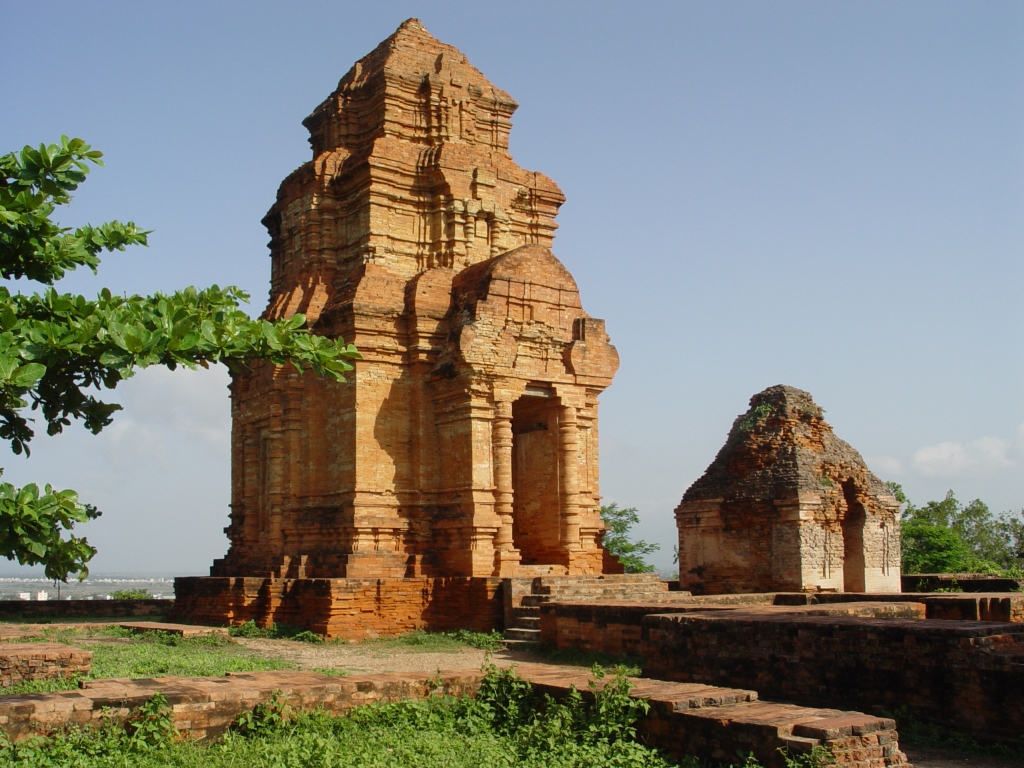
婆薩努塔。

- 白沙丘（White sand dune） - 白色的沙子，可以进行滑沙运动。
- 仙女溪（Fairy stream） - 一条溪流，水质清澈，水里的沙子很软，岸边生长有四叶草等植物。
- 婆薩努[來源請求]塔（越南语：*）- 位于通往潘切的706国道5公里处。可能是現存的歷史最悠久的占城佛塔，其建築風格受到前吳哥時期高棉文化的深遠影響。
- 鱼市（Fishing Village）- 是美奈部分渔民归港停留的地方，在天气较好的时候可以看到美丽的日落。
- 红沙丘（Red Sand dune） - 是一处靠近海岸的红色沙丘，沙质比较柔软，脚踩在上面非常舒服，在沙丘北面和西面都有一些茂密的树林，拍照的时候可以同时拍摄到沙丘海岸树林。

## 交通
美奈距离潘切市约20公里、胡志明市200公里、芽庄300公里。美奈至芽庄、美奈至胡志明市的班车有多家車商經營。

## 脚注
1. 1 2  《同慶地輿志》平順省·咸順府·禾多縣·山水：渭泥山在縣莅西七十四里。海濱沙崗突起。此山俗名泥。其洋外又有名孤嶼。山之西南有一海泳名渭泥泳。
2. ↑  維新版《大南一統志》平順省·山川：渭泥山在縣西南七十四里，一條砂崗橫亘海岸，有一山突起，石磯俗稱渭觜，觜南有澳，可以避風泊船。其東南落出孤嶼在海中，俗名勞嶼。
3. ↑  1949年越南南圻中華總商會出版的《越南地圖集》（又名《越綿遼地圖集》）第47頁《中圻政區圖》中仍將美奈標注為“渭泥”。